# Chlístovice

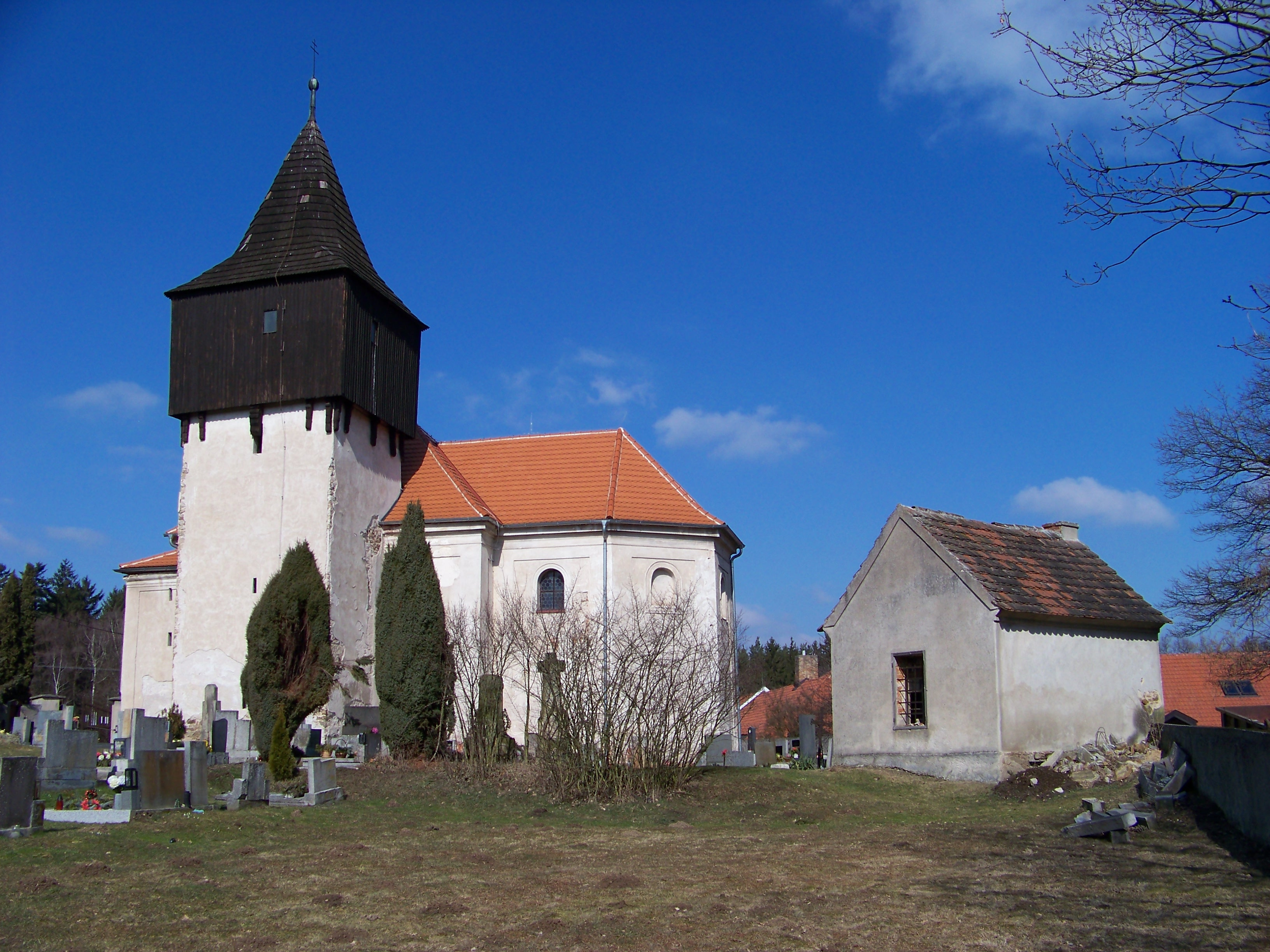
Sion-Kirche St. Andreas und Leichenhalle

Chlístovice (deutsch Chlistowitz)  ist eine  Gemeinde mit 751 (2019) Einwohnern in der Region Středočeský kraj, (Tschechien).

## Lage
Chlístovice erstreckt sich entlang des Ufers des Chlístovický potok, etwa 15 Kilometer nördlich von der Stadt Kutná Hora entfernt.

## Geschichte
Die älteste erhaltene Erwähnung des Ortes stammt von 1359. 1361 wurde das Dorf als Chlistovitz bezeichnet. Es gehörte zur Herrschaft Maleschau.

## Gemeindegliederung
Die Gemeinde Chlístovice besteht aus den Ortsteilen
- Chlístovice
- Chroustkov (Choustkow)
- Kralice (Groß Kralitz)
- Kraličky (Klein Kralitz)
- Pivnisko (Piwnisko)
- Švábínov (Schwabinow)
- Svatý Jan t. Krsovice (Sankt Johann bei Groß Kralitz)
- Vernýřov (Wernischau)
- Všesoky (Wschesok)
- Žandov (Schandau)
- Zdeslavice (Sdeslawitz bei Maleschau)

Grundsiedlungseinheiten sind Chlístovice, Chroustkov, Kralice, Pivnisko, Svatý Jan t. Krsovice, Vernýřov, Všesoky, Žandov und Zdeslavice.
Das Gemeindegebiet gliedert sich in die Katastralbezirke Chlístovice, Chroustkov, Kralice, Vernýřov, Všesoky, Žandov und Zdeslavice u Chlístovic.

## Sehenswürdigkeiten
- Sion-Kirche des Hl. Andreas, erbaut 1402 durch Andreas von Dauba
- Burg Sion